# ビュルサ

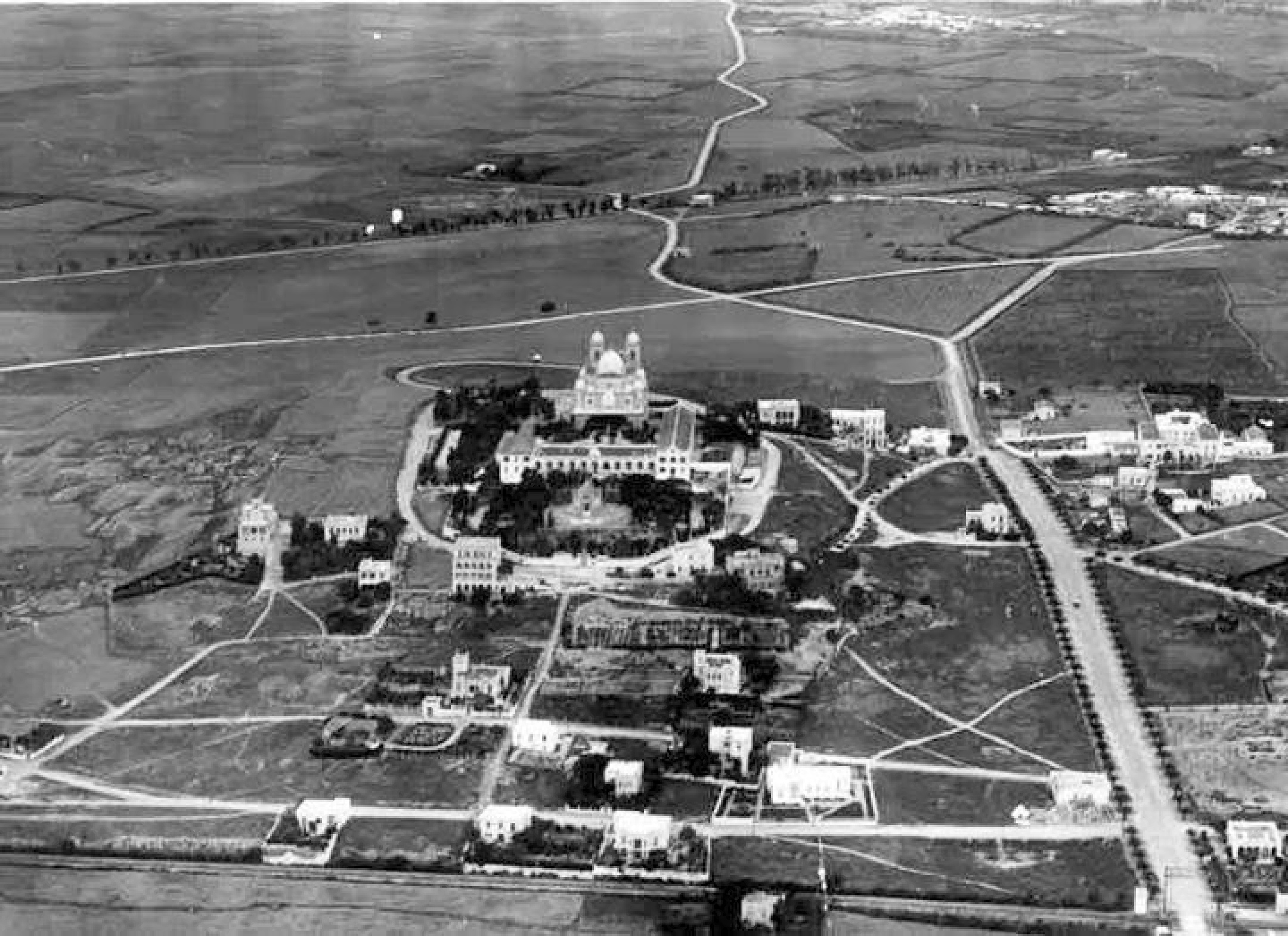
ビュルサの丘頂上（1924年）

ビュルサ（フランス語: Byrsa）は、チュニジアのチュニス郊外にある古代カルタゴの城塞が築かれていた丘のこと。ビュルサの丘と表記されることもある。また、その丘の頂上部分にあった城塞（シタデル）のみを指す場合もある。ビュルサとはフェニキア語で“城塞”を意味する言葉から派生している。
古代ローマの詩人ウェルギリウスが記したところによれば、カルタゴを建国した伝説上の女王ディードーの一行がこの地を訪れた時、地元のベルベル人の長は“牛の皮1枚で覆えるだけの土地”しか与えないと言われた。ディードーは牛の皮を細長く割いて、それでビュルサの丘を囲ってその土地を手に入れたという。また、ギリシア語で牛の皮を意味するβυρσαが転じてフェニキア語のByrsaになったとも言われている。
古代カルタゴが繁栄し、丘の麓の市街地とビュルサの丘の軍用地は一体となって発展したが、第三次ポエニ戦争末期の紀元前146年にスキピオ・アエミリアヌス（小スキピオ）率いる共和政ローマ軍に敗れカルタゴは陥落し、ビュルサの施設も破壊された。
現在ビュルサの丘には1875年設立の国立カルタゴ博物館と1884年創建のサン・ルイ大聖堂が建てられている。

## アクセス
- TGM (鉄道) カルタゴ・デルメッシュ駅（Carthage Dermech）の北西約700m
- TGM (鉄道) カルタゴ・ハンニバル駅（Carthage Hannibal）の西約800m